# Julius Nyerere

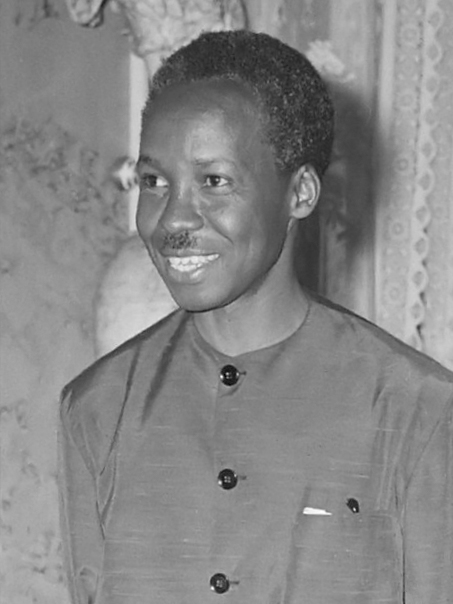
Julius Nyerere in Nederland (1965)

Julius Kambarage Nyerere (Butiama (Tanganyika), 13 april 1922 – Londen, 14 oktober 1999) was een Tanzaniaans politicus die diende als eerste president van Tanzania, van de onafhankelijkheid in 1961, tot zijn aftreden in 1985. Hij was tevens voorzitter van de politieke partij Tanganyika African National Union (TANU) van 1954-1977 en voorzitter van de Chama Cha Mapinduzi (CCM) van 1977-1990. Hij was voorzitter van de Afrikaanse Unie van 1984-1985. 

## Vroege carrière

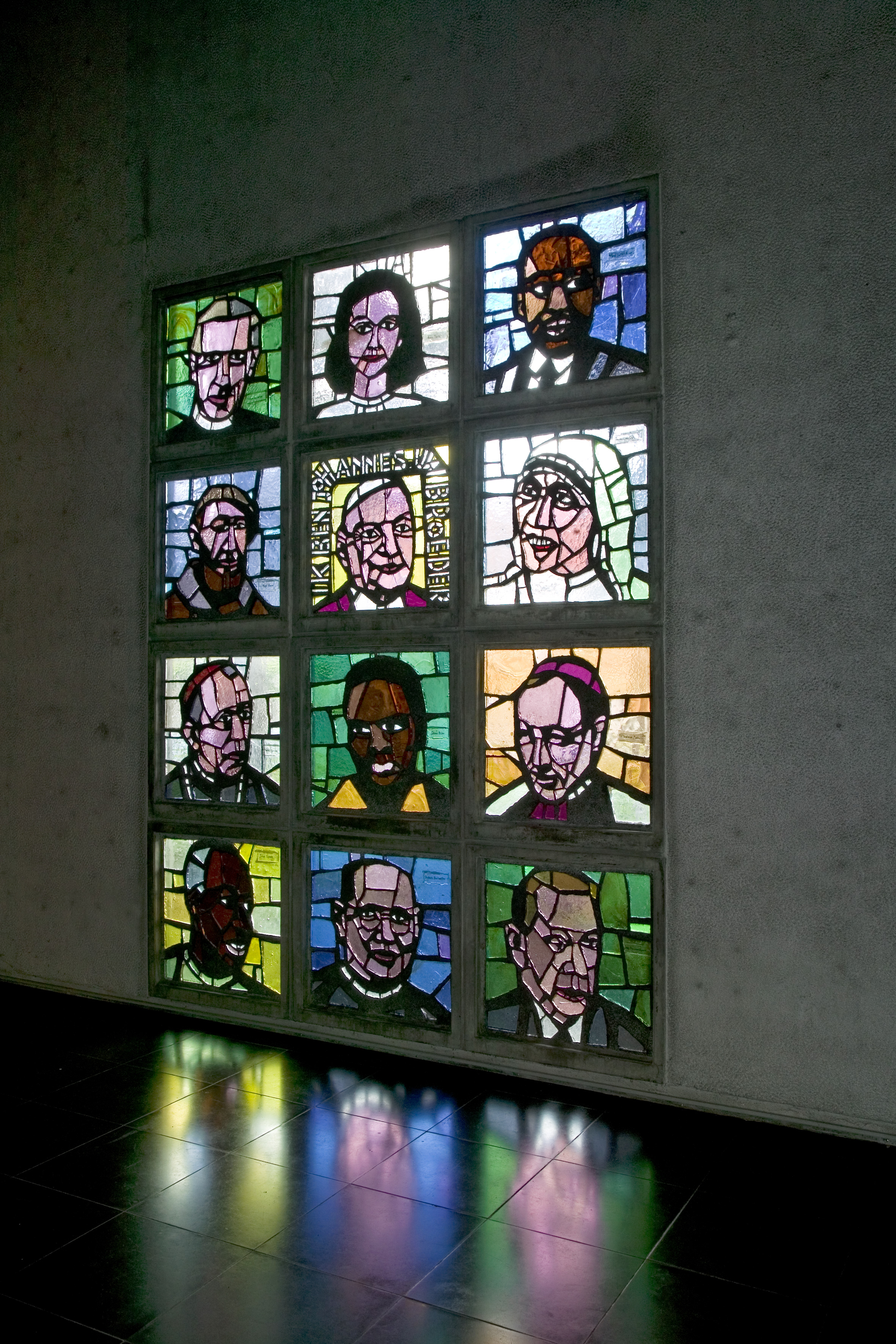
Nyerere (linksonder) als moderne heilige in de Sint-Annakerk (Heerlen)

Nyerere was de zoon van Wa-Zanaki stamhoofd Nyerere Burite. Hij volgde onderwijs aan een rooms-katholieke missieschool en was sindsdien een devoot katholiek. Hij volgde een opleiding in Tanganyika en Oeganda. Daarna werd hij in 1948 onderwijzer. Hij won een studiebeurs en studeerde geschiedenis, politiek en rechten aan de Universiteit van Edinburgh. Na zijn terugkeer in Tanganyika (thans: Tanzania), werkte hij bij de koloniale overheid. In 1954 richtte hij de Tanganyika Afrikaanse Nationale Unie (TANU) op. De TANU streefde naar Tanganyikaanse onafhankelijkheid. Nyerere werd haar voorzitter. In 1958 werd de TANU de grootste partij in de Raad van Afgevaardigden (geen werkelijk parlement, meer een raadgevend orgaan).

## President
In mei 1961 werd Tanganyika autonoom met Nyerere als premier. In december 1961 werd Tanganyika volledig onafhankelijk en een jaar later een republiek binnen het Britse Gemenebest. Nyerere wisselde het ambt van premier in voor dat van president.
In januari 1962 werd er op de eilandengroep Zanzibar en Pemba voor de kust van Tanganyika een staatsgreep gepleegd die de linkse president Abeid Karume aan de macht bracht. In april 1964 verenigden de Republiek Tanganyika en de Volksrepubliek Zanzibar en Pemba zich tot de Verenigde Republiek Tanzania. Nyerere werd president van de republiek en Abeid Karume van Zanzibar vicepresident van de republiek. Overigens bleef de laatste ook president van de semi-autonome staat Zanzibar.

## Het Ujamaa-stelsel
In 1967 nam het Uitvoerende Comité van de TANU de Verklaring van Arusha aan dat de grondslag legde voor Nyereres Afrikaans socialisme en de zelfwerkzaamheid. Na een bezoek aan Mao's China in 1971, ontvouwde hij een grootscheeps landbouwplan, dat voorzag in de zogenoemde Ujamaa-dorpen. Deze Ujamaa's bestonden uit traditioneel Oost-Afrikaanse dorpsgemeenschappen in communiaal verband. De nieuwe toevoeging aan deze dorpsgemeenschappen was echter een sociaal stelsel van voorzieningen (ziekenhuizen, water- en voedselvoorzieningen, scholen enz.). De Ujamaa-dorpen kwamen echter nooit goed van de grond. In 1976 was het landbouwcollectivisatieprogramma ten einde, maar het land was veranderd van Afrika's grootste exporteur van landbouwproducten in de grootste importeur. Tanzania wordt ook nu (2007) nog gerekend tot de allerarmste landen ter wereld.

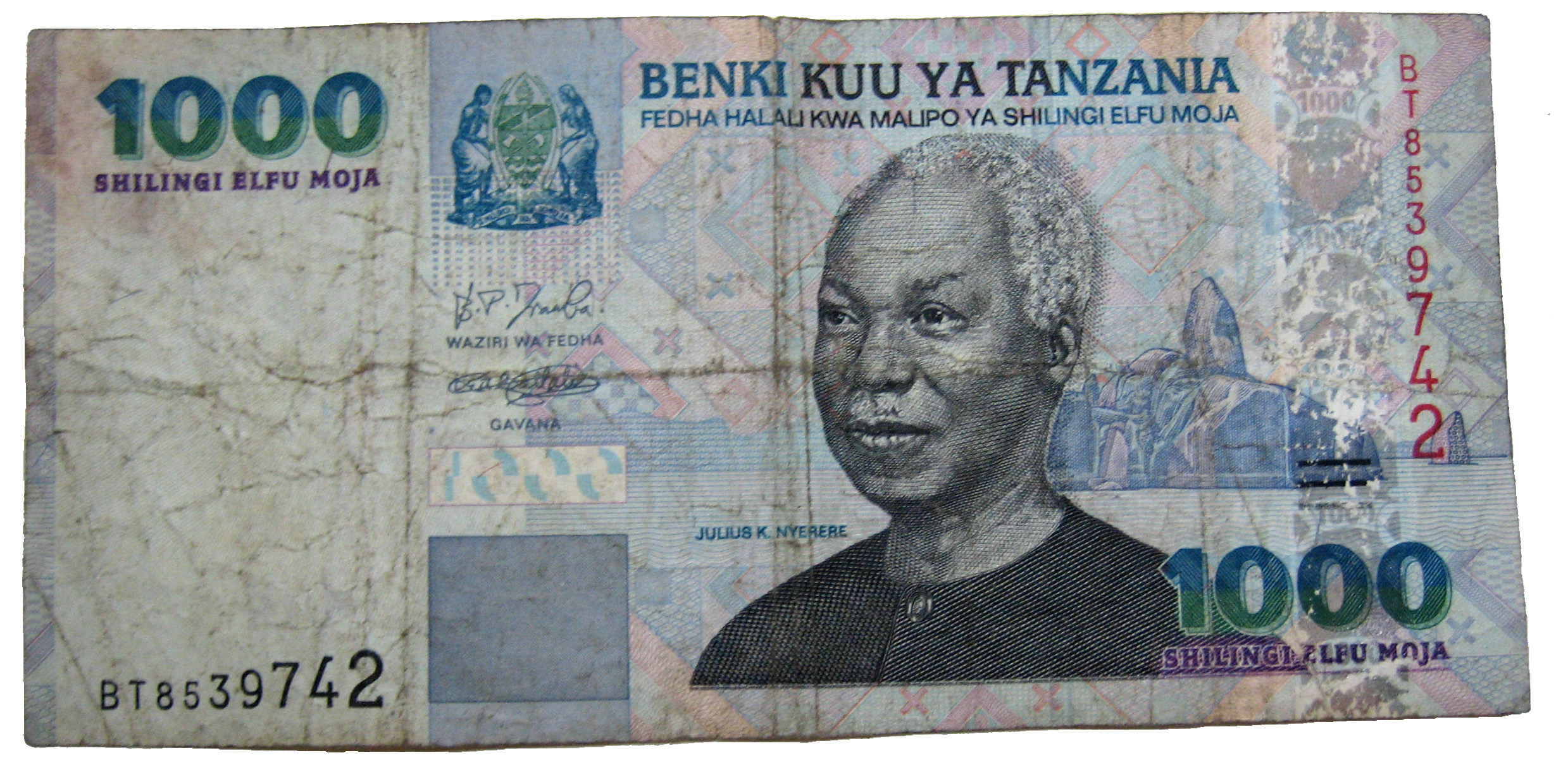
1.000 Tanzaniaanse shilling
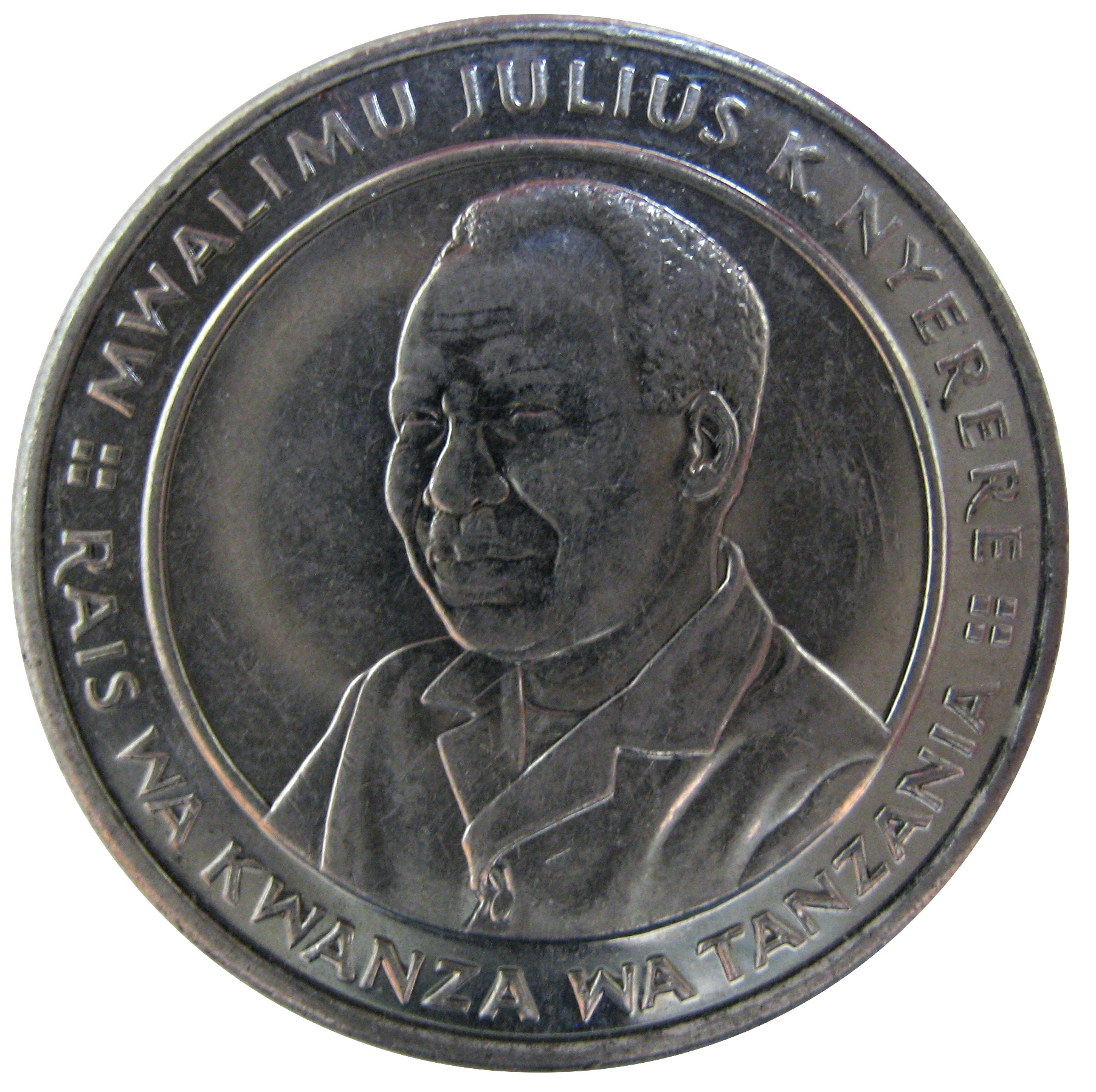

## Buitenlandse politiek
De buitenlandpolitiek van president Nyerere was neutraal en weinig dogmatisch. Nyerere was een gelovig katholiek en onderhield goede relaties met zowel het Westen als bijvoorbeeld China. Als gevolg van de neutrale politiek van Nyerere waren er in de jaren zeventig zowel West-Europese als Oost-Europese adviseurs te vinden in Tanzania. De betrekkingen met Groot-Brittannië, die in de jaren zestig en zeventig lauw waren, verbeterden na een staatsbezoek van Nyerere aan Groot-Brittannië aan het einde van de jaren zeventig. Nyerere was een tegenstander van de blanke regimes in zuidelijk Afrika en bood onderdak aan bevrijdingsbewegingen als FRELIMO (Mozambique).

## Aftreden als president

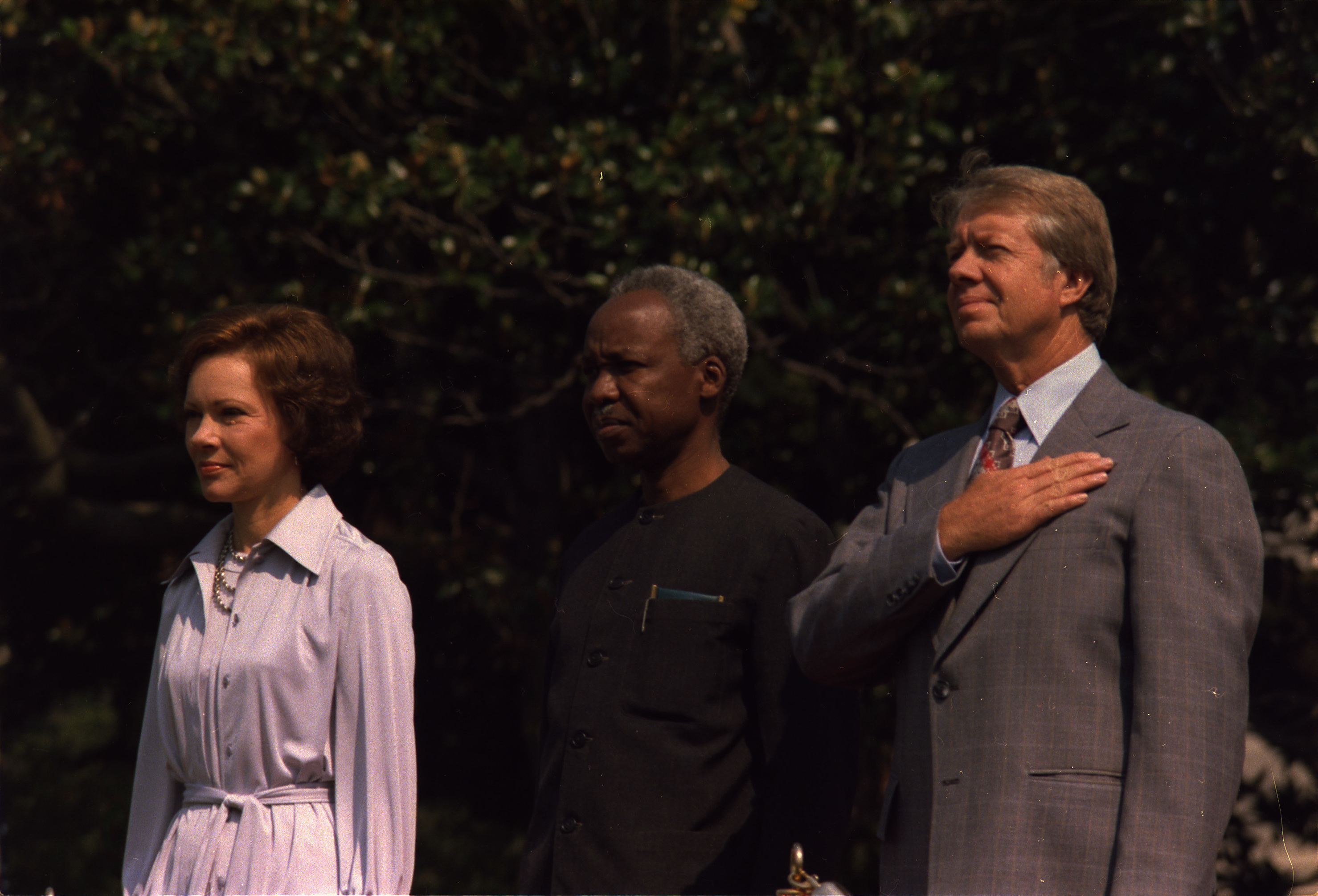
Nyerere met de president van de Verenigde Staten Jimmy Carter.

In 1977 fuseerden de TANU van Nyerere met de Afro-Shirazi Partij van de president van Zanzibar, Aboud Jumbe, tot de Partij van de Revolutie (CCM). Nyerere werd tevens voorzitter van de CCM. In 1985 trad Nyerere vrijwillig als president terug; na de Senegalese leider Leopold Senghor in 1980 was hij de tweede postkoloniale Afrikaanse leider die dit deed. Bij zijn aftreden erkende Nyerere dat hij de collectivisering te ver had doorgevoerd. "Het is mislukt, ik erken het", zei hij. Het was een opvallend openhartige verklaring, van een van de weinige Afrikaanse leiders die uit vrije wil een stap terug deden. Het feit dat hij een land van meer dan 120 verschillende etnische groeperingen tot een vreedzame natie had weten samen te smeden, zagen velen en ook Nyerere zelf als de belangrijkste verdienste van zijn regime. Hij werd opgevolgd door Ali Hassan Mwinyi. Nyerere bleef echter als voorzitter van de CCM op de achtergrond een rol van betekenis spelen. Mede omdat Benjamin Mkapa van de CCM zijn steun genoot, werd deze in 1995 als presidentskandidaat naar voren geschoven.
Nyerere overleed op 77-jarige leeftijd aan leukemie.

## Gedachtegoed
Zijn gedachtegoed was gebaseerd op de uitgangspunten van het christendom en het gematigde socialisme en Afrikaans nationalisme. Dankzij zijn gematigde ideologie en zijn ondogmatische persoonlijkheid, kon Tanzania in 1992 gemakkelijk haar overgang maken van een gematigd autoritaire staat tot een meerpartijendemocratie.
Hij werd door de bevolking mwalimu genoemd, Kiswahili voor 'leraar'.

Mensen kunnen niet ontwikkeld worden; ze kunnen alleen zichzelf ontwikkelen.

## Onderscheiding

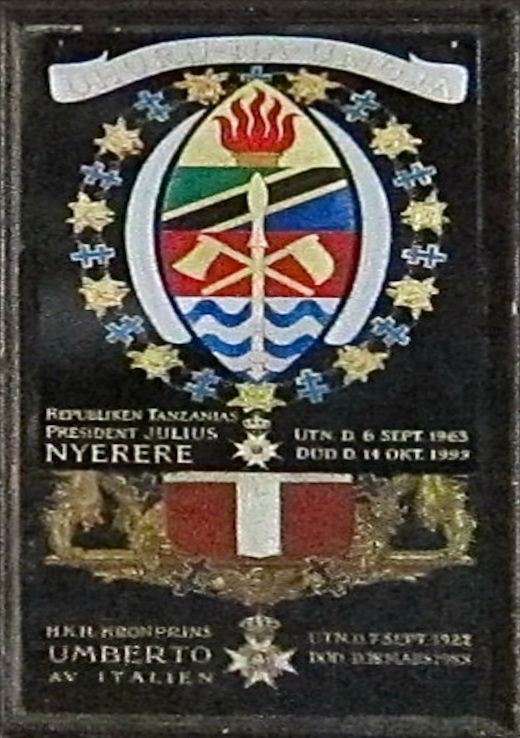
Wapenbord met het in Afrikaanse stijl gehouden wapenschild van Julius Nyerere als Ridder van de Orde van de Serafijnen.

In 1992 werd hij samen met Aung San Suu Kyi onderscheiden met de Internationale Simón Bolívar-prijs van de UNESCO, een prijs die het doel heeft activiteiten van buitengewone verdienste te belonen die in de geest staan van de Latijns-Amerikaanse vrijheidsstrijder Simón Bolívar.